# Bretonské tance

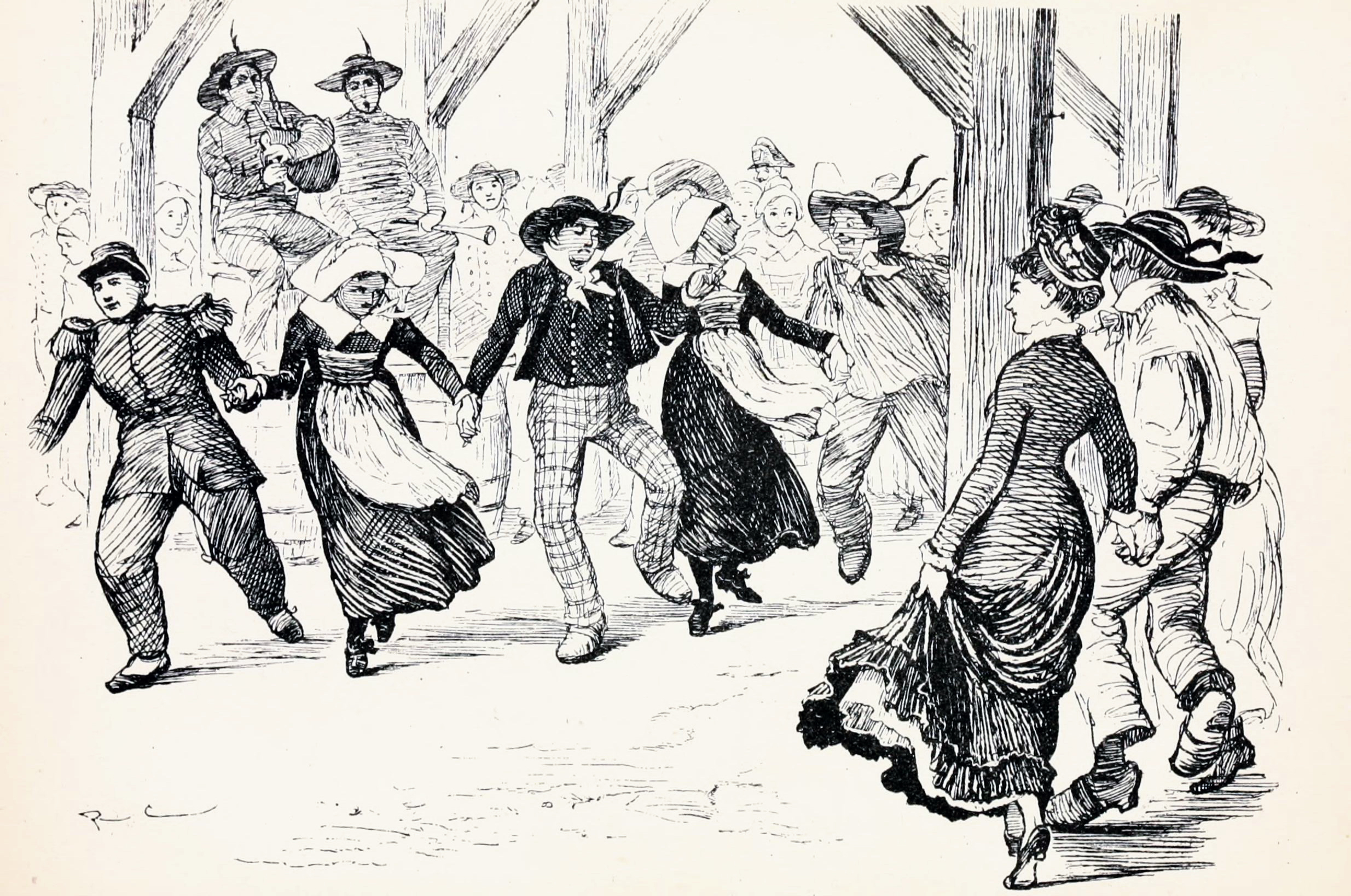
Gavotte, jeden z řetězových tanců. Rytina z roku 1880.

Bretonské tance jsou lidové tance z Bretaně, kraje na severozápadě Francie. Tradiční bretonská veselice s tancem a živou hudbou se nazývá Fest Noz. Některé bretonské tance pronikly i do balfolku.

## Historie
V bretonských tancích můžeme rozlišit několik historických vrstev. Nejstarší kruhové a řetězové formy (především z izolovaných krajů centrální Bretaně, jako jsou regiony Fisel, Poher, Dardoup a další) lze prokazatelně datovat na začátek sedmnáctého století, můžeme předpokládat, že jsou ještě starší. 
V přístavních městech se naopak přelévala jedná módní vlna za druhou, odsud se šířily tance, na kterých najdeme napřed vliv anglických barokních country-dances, později čtverylek napoleonských válek a nakonec valčíku, polky a dalších společenských párových tanců.
S vlnou zájmu o keltskou kulturu a národní kořeny v padesátých a šedesátých letech dvacátého století přibyla řada tanců rekonstituovaných (gavotte Kost ar c'hoad), vytvořených z regionálních lidových prvků (avant deux de la Mézière) nebo od základu uměle vytvořených (ridée à 7 temps). Do obecného tanečního povědomí pronikly i některé lidové tance jiných národů (cochinchine).

## Tance
Bretonské tance jsou až na výjimky poměrně jednoduché a společenské formy, které si ale uchovávají jasnou taneční logiku. Pro svou pestrost a zároveň relativní snadnost jsou oblíbené mezi všemi věkovými kategoriemi, v Bretani běžně tancují děti, mládež i důchodci starší sedmdesáti let.
Celkové množství bretonských tanců se počítá na stovky. V kontextu západoevropských tanců jsou unikátní vysokým zastoupením kruhových a řetězových forem. 
Pro drtivou většinu bretonských tanců je typické měkké našlapování svrchu na celé chodidlo, u některých se přidává výrazná práce rukou.

### Dolní Bretaň
V Dolní Bretani najdeme především tance kruhové a řetězové blízké renesančním bránlům. Nejčastěji se jedná o variace na gavotte, laridée nebo rond. Jean-Michel Guilcher ve své doposud nepřekonané knize, která je považována za bibli bretonské taneční folkloristiky, uvádí pět základních tanců, ze kterých se podle něj vyvinuly všechny ostatní. Jsou to
- gavotte,
- an dro,
- dañs Treger,
- dañs Leon,
- dañs tro plinn.

### Horní Bretaň
Pro Horní Bretaň jsou nejtypičtější tance, které se vyvinuly z různých figur francouzské čtverylky 19. století. Například z figury l'été (léto) vzniklo populární avant deux, forma pro dva páry ve čtvercové formaci, která má nyní desítky podob a variant.
Dále tu najdeme různé formy tanců kruhových (rond, contrerond, passepied, tour, pilé-menu) a párových (aéroplane, bal).

## Bretonské tance v Čechách
Díky partnerství statutárního města Brna s hlavním městem Bretaně Rennes probíhají zhruba jednou za dva roky kulturní výměny v rámci festivalu Bonjour Brno.
V Praze probíhají pravidelné kurzy bretonských tanců od roku 2010, aktualizovaný kalendář fest nozů a tanečních kurzů se nachází na portálu bretonských a balfolkových tanců. S bretonskými tanci vystupujue soubor Rond Archivováno 9. 5. 2008 na Wayback Machine..
Bretonské a francouzské hudbě k tanci se programově věnují kapely M3, ba.fnu, Treizh, Bran a l'Arrache-coeur.